# Jácome Cromberger
Jácome Cromberger (¿?, Sevilla-¿?, América) fue un impresor español hijo de Juan Cromberger y nieto de Jacobo Cromberger (también referido como Jácome Cromberger).
Cuando su padre, el ilustre impresor Juan Cromberger, fallece en 1540 su viuda, Brígida Maldonado, se hace cargo de la imprenta hasta que su hijo Jácome tiene edad suficiente como para dirigirla. En 1545 Jácome se hace tipógrafo y continúa con el negocio familiar. 
Jácome contrae matrimonio con Inés de Alfaro, hija del célebre impresor Juan Varela de Salamanca, con lo cual quedan unidas las dos principales imprentas sevillanas. Sin embargo, el Inquisidor General Fernando de Valdés meterá muchos de los libros impresos por los Cromberger en el Índice de Libros Prohibidos y por esta y otras causas Jácome termina cargado de deudas, cierra la imprenta en 1557 y decide marcharse a las Indias, donde morirá poco después. 